# Kopaniewo
Kopaniewo (kaszb. Kòpóniewò lub też Kòpnowò, niem. Koppenow) – osada w Polsce położona w województwie pomorskim, w powiecie lęborskim, w gminie Wicko. Niedaleko wsi znajduje się byłe lotnisko wojskowe, na którym w latach 2014-2015 wybudowano farmę wiatrową "Lotnisko" z 30 turbinami. 
W latach 1975–1998 miejscowość położona była w województwie słupskim.